# 一関市立花泉図書館
一関市立花泉図書館（いちのせきしりつはないずみとしょかん）は、岩手県一関市花泉町にある公共図書館。

## 概要
1969年（昭和44年）4月1日、当時の西磐井郡花泉町に図書館条例が敷かれ、教育委員会事務室の一角に前身となる花泉町立図書館が設置された。その後、1975年（昭和50年）に花泉総合福祉センターへ移転。市町村合併で一関市立花泉図書館となり、現在の涌津へと場所を置く。

### 基本理念
- 子どもからお年寄りまでが集う、かわりやすく、つかいやすい図書館
- 市民の多岐にわたる学習要求に配慮した図書館
- 花の豊かなまち「花泉」のシンボルとなる図書館
- 地域の特性や歴史文化の特徴を発信する図書館

## フロア
開架書庫は一般開架と児童開架に分かれており、何れも建物の南側に位置している。開架の一角には小上がりという靴を脱ぎくつろげるスペースが用意されている。建物の北側には、花籠をイメージしたウッドホールという空間があり、交流・展示・発表・休憩の場として利用ができ、花泉図書館のシンボルとなっている。
- 一般開架
  - 閲覧コーナー
  - 新聞コーナー
  - 雑誌コーナー
  - 視聴覚コーナー
  - 郷土・行政資料コーナー
- 児童開架
- 幼児コーナー
- おはなしのへや
- 小上がり
- ウッドホール
- 学習室

## アクセス

### 鉄道
- 花泉駅（JR東日本・東北本線）から徒歩で約15分

### バス
- 「花泉図書館前」バス停（一関市営バス）から徒歩で約4分

## 周辺
- 一関市立花泉中学校
- 花泉第二体育館
- 一関市立花泉小学校